# Dendromyza volubilis
Dendromyza volubilis là một loài thực vật có hoa trong họ Santalaceae. Loài này được Stauffer mô tả khoa học đầu tiên năm 1969.